# Чолганський камінь
«Чолганський камінь» — пам'ятка історії місцевого значення в Україні.

## Розташування
«Чолганський камінь» розташований біля господарського двору в с. Чернелів-Руський Тернопільського району Тернопільської області на узбіччі дороги Тернопіль—Соборне.
Камінь знаходиться на території пам'ятки черняхівської культури (III—IV ст. н. е.) «Поселення Чернелів-Руський IV», яке свого часу досліджувала група археологів на чолі з Ігорем Ґеретою.

## Пам'ятка
Назва походить від с. Чолганщина (його у своєму заповіті Варлаам (Шептицький) записав монастиреві святого Юра у Львові), яке раніше тут існувало (нині приєднано до с. Чернелів-Руський).
Камінь датується 1569 роком.
Є пам'яткою історії місцевого значення, охоронний номер 3236.